# Lymantria microstrigata
Lymantria microstrigata este o specie de molii din genul Lymantria, familia Lymantriidae, descrisă de Holloway 1999 Conform Catalogue of Life specia Lymantria microstrigata nu are subspecii cunoscute.